# Руква
Руква је један од 26 административних региона у Танзанији. Главни град региона је Сумбаванга. Регион се граничи са регионима Кигома и Табора на северу, са регионом Мбеја на истоку, са Замбијом на западу, док се на југу налази језеро Тангањика које чини границу са ДР Конгом. Површина региона је 75 240 km², од чега је 68 635 km² копнене површине.
Према попису из 2002. године у региону Руква је живело 1 141 743 становника. 

## Дистрикти
Регион Руква је административно подељен на 4 дистрикта: Мпанда, Нканси, Сумбаванга - урбани и Сумбаванга - рурални.